# Igor Kokoškov
Igor Kokoškov (en serbe : Игор Кокошков), né le 17 décembre 1971 à Belgrade en Yougoslavie (aujourd'hui en Serbie), est un entraîneur serbe de basket-ball, naturalisé américain.

## Biographie
Le 2 mai 2018, Igor Kokoškov est nommé entraîneur principal des Suns de Phoenix et devient ainsi le premier entraîneur titulaire européen de la National Basketball Association.
Il est limogé le 23 avril 2019 en n'ayant jamais vraiment pu faire ses preuves à la tête des Suns.
Kokoškov rejoint les Kings de Sacramento en tant qu'adjoint de l'entraîneur Luke Walton en juin 2019.
En novembre 2019, Kokoškov est nommé entraîneur de l'équipe de Serbie.
En juillet 2020, Kokoškov remplace Željko Obradović au poste d'entraîneur du Fenerbahçe. À l'été 2021, il quitte le Fenerbahçe pour rejoindre les Mavericks de Dallas,.
En août 2021, la Serbie échoue à se qualifier lors du tournoi de qualification olympique disputé à domicile. Kokoškov quitte son poste d'entraîneur de la sélection serbe en septembre 2021. Il est remplacé par Svetislav Pešić peu après,.
En mai 2023, Kokoškov rejoint les Hawks d'Atlanta comme adjoint du nouvel entraîneur Quin Snyder.
Kokoškov est nommé entraîneur de l'Anadolu Efes Spor Kulübü, club turc, pour la saison 2025-2026. Il signe un contrat de trois saisons,.